# Jacques Vandier (égyptologue)
Pour les articles homonymes, voir Jacques Vandier.
Jacques Vandier, né le 28 octobre 1904 à Haubourdin (Nord) et mort le 15 octobre 1973 à Paris 7e, est un égyptologue français, conservateur en chef des antiquités égyptiennes au musée du Louvre de 1936 à 1945.

## Biographie
Il est le fils de Jacques Vandier (ingénieur).
En 1955, Jacques subit une attaque de poliomyélite et reste gravement handicapé des membres inférieurs. Il continue cependant son travail jusqu'à sa mort en octobre 1973. Il avait été élu à l'Académie des Inscriptions et Belles Lettres le 5 novembre 1965 au fauteuil d'Alfred Merlin. Il donne son nom au papyrus Vandier.
La bibliothèque d'égyptologie de l'université Lille-III Charles-de-Gaulle porte son nom. Elle dispose d'un important fonds de plus de 9 000 monographies (thèses, ouvrages, congrès) et de plus de 6 000 fascicules de périodiques.

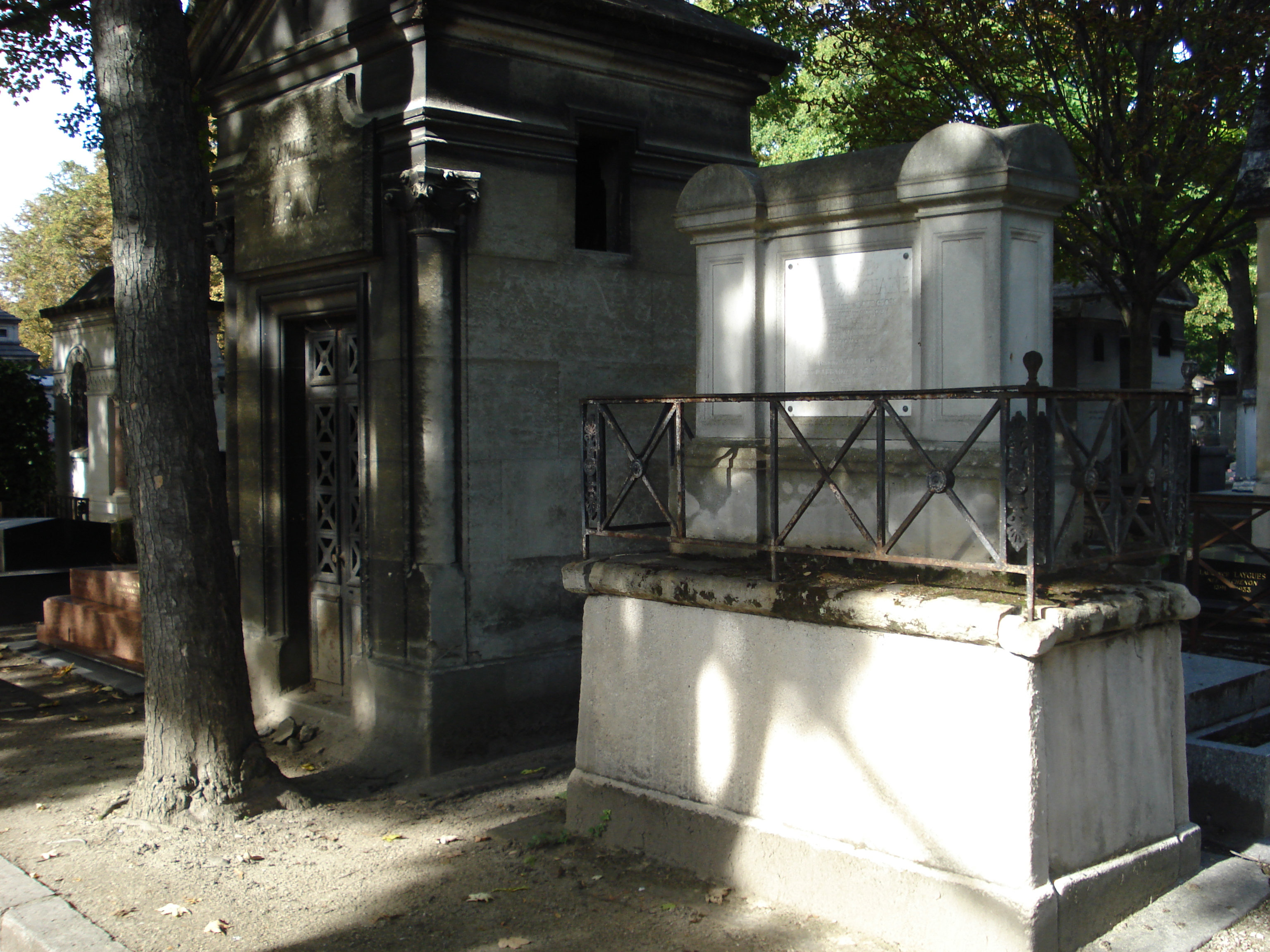
Sépulture au cimetière de Montmartre.

## Publications
- avec Jeanne Marie Thérèse Vandier d'Abbadie, « Tombes de Deir el-Médineh. La tombe de Nefer-Abou », Mémoires de l'institut français d'archéologie orientale (MIFAO), no 69,‎ 1935 ;
- La famine dans l'Égypte ancienne,, RAPH 7, IFAO, Le Caire, 1936 - Ayer Publishing, (posthume) janvier 1980, 176 p. (ISBN 978-0-405-12399-3) ;
- Avec Étienne Drioton, L'Égypte : Des origines à la conquête d'Alexandre, PUF, Paris, 1938 ... et 7e édition (posthume) 1989 (ISBN 978-2-13-042691-2).
- Avec Henri-Charles Puech et René Dussaud, Les anciennes religions orientales, Tome I : La religion égyptienne, PUF, 1944 et 1949 ;
- Avec Paule Kriéger et Arnold Rosin, La sculpture égyptienne, Paris, Éditions Fernand Hazan, 1951 et 1970 ;
- Manuel d'archéologie égyptienne, 1952-1964 :
  - Manuel d'archéologie égyptienne, vol. 1 : Les époques de formation - La préhistoire, A. et J. Picard, 1952 (réimpr. 1983) (ISBN 978-2-7084-0160-0),
  - Manuel d'archéologie égyptienne, vol. 2 : Les époques de formation - Les trois premières dynasties, A. et J. Picard, 1952 (réimpr. 1983) (ISBN 978-2-7084-0161-7),
  - Manuel d'archéologie égyptienne, vol. 3 : Les grandes époques. L'architecture funéraire, A. et J. Picard, 1954,
  - Manuel d'archéologie égyptienne, vol. 4 : Les grandes époques. L'architecture religieuse et civile, A. et J. Picard, 1955,
  - Manuel d'archéologie égyptienne, vol. 5-6 : Les grandes époques. La statuaire, A. et J. Picard, 1958,
  - Manuel d'archéologie égyptienne, vol. 7-8 : Bas-reliefs et peintures. Scènes de la vie quotidienne I, A. et J. Picard, 1958 (réimpr. 1983) (ISBN 978-2-7084-0166-2),
- Le Papyrus Jumilhac, Paris, CNRS, 1961 - ayer publishing, 1979. ;
  - Manuel d'archéologie égyptienne, vol. 9-10 : Bas-reliefs et peintures. Scènes de la vie quotidienne II, A. et J. Picard, décembre 1969 (réimpr. 1983), 354 p. (ISBN 978-2-7084-0015-3),
  - Manuel d'archéologie égyptienne, vol. 11 : Bas-reliefs et peintures. Scènes de la vie agricole à l'ancien et au moyen empire, A. et J. Picard, 1978.